# Kommunalwahlen im Volksstaat Hessen 1919/1920
Die Kommunalwahlen im Volksstaat Hessen 1919/1920 waren die ersten Kommunalwahlen nach der Novemberrevolution.

## Allgemeines
Im Volksstaat Hessen war die Macht nach der Novemberrevolution zunächst auch auf kommunaler Ebene faktisch durch Arbeiter- und Soldatenräte übernommen worden. Mit der Wahl zur verfassungsgebenden Volkskammer im Freistaat Hessen am 26. Januar 1919 ging die Macht erstmals auf ein in allgemeinen Wahlen bestimmtes Parlament über. Auf kommunaler Ebene blieben die im Großherzogtum Hessen gewählten Gremien zunächst einmal im Amt. Entsprechend war es notwendig, die kommunalen Gremien neu zu wählen. Dies wurde jedoch zunächst durch den Spartakusaufstand verhindert und danach durch die alliierten Rheinlandbesetzung erschwert. Die aufgrund des Versailler Vertrages erfolgte Alliierte Rheinlandbesetzung betraf etwa 40 Prozent des Staatsgebietes, insbesondere die hauptsächlich linksrheinische Provinz Rheinhessen, aber auch zeitweise Gebiete der Provinz Starkenburg, die bis zum 30. Juni 1930 von französischen Truppen besetzt waren.
Entsprechend erfolgten die Wahlen zu den Gemeinde-, Kreis- und Provinzialparlamenten zu unterschiedlichen Zeitpunkten. Im besetzten Gebiet (bis auf Mainz) erfolgten keine Wahlen. Die Gremien dort wurden aufgrund Vereinigter Wahlvorschläge der Parteien entsprechend den Ergebnissen der Landtagswahlen besetzt.

## Rechtsgrundlage
Nach der Novemberrevolution erfolgte eine Demokratisierung der Kreis- und Provinzialtage. Demnach erfolgte die Wahl der Provinzialtage nun in direkter freier und gleicher Wahl durch die Bürger der jeweiligen Provinzen. Die Mitglieder der Kreis- und Provinzialtage wurden nach den Grundsätzen der Verhältniswahl für jeweils drei Jahre gewählt. Erstmals war auch das Frauenwahlrecht gewährleistet.

## Die Wahlen der Provinzialtage
Die Wahl der Provinzialtage fand in der Provinz Oberhessen am 31. August 1919 statt. In der Provinz Starkenburg wurde am 1. Februar 1920 gewählt, in der Provinz Rheinhessen erfolgte am gleichen Tag eine Wahl des Provinzialtages auf einem Vereinigten Wahlvorschlags aller Parteien anhand des Landtagswahlergebnisses. Lediglich die USPD hatte sich dem Vorgehen der anderen Parteien nicht angeschlossen und stellte trotz des Besatzungsregimes eine eigene Liste auf.
In Oberhessen betrug die Zahl der Wähler 63.048. Bei 401 ungültigen Stimmen betrug die Zahl der gültigen Stimmen 62.647. Auf die Parteien entfielen:
| Partei                                          | Stimmen absolut | Sitze |
| ----------------------------------------------- | --------------- | ----- |
| USPD                                            | 5945            | 3     |
| SPD                                             | 19.879          | 12    |
| DDP                                             | 4623            | 2     |
| DVP                                             | 5764            | 3     |
| Hessische Volkspartei und Hessischer Bauernbund | 26.436          | 15    |

In der Provinz Starkenburg betrug die Zahl der Wähler 160.009. Bei 2759 ungültigen Stimmen betrug die Zahl der gültigen Stimmen 157.250. Auf die Parteien entfielen:
| Partei                            | Stimmen absolut | Sitze |
| --------------------------------- | --------------- | ----- |
| USPD                              | 16.851          | 5     |
| SPD                               | 51.917          | 17    |
| DDP                               | 15.096          | 5     |
| DVP                               | 28.614          | 9     |
| Zentrum und Hessische Volkspartei | 44.199          | 14    |
| Sonstige                          | 573             | ./.   |

In Rheinhessen betrug die Zahl der Wahlberechtigten 226.519 und die der Wähler 76.002. Bei 139 ungültigen Stimmen betrug die Zahl der gültigen Stimmen 75.863. Auf die Parteien entfielen:
| Partei                    | Stimmen absolut | Sitze |
| ------------------------- | --------------- | ----- |
| USPD                      | 6067            | 3     |
| Vereinigter Wahlvorschlag | 69.796          |       |
| SPD                       |                 | 9     |
| DDP                       |                 | 9     |
| Zentrum                   |                 | 11    |
| DVP                       |                 | 8     |

## Die Wahlen der Kreistage
Die Wahlen der Kreistage erfolgten gemäß folgender Tabelle.
| Landkreis        | Wahltag         | Stimmberechtigte | Wähler | ungültige Stimmen | Gültige Stimmen | Anmerkung                    |
| ---------------- | --------------- | ---------------- | ------ | ----------------- | --------------- | ---------------------------- |
| Kreis Darmstadt  | 1. Februar 1920 | 81.927           | 36.714 | 2735              | 33.979          |                              |
| Kreis Bensheim   | 17. August 1919 | 39.756           | 14.641 | 74                | 14.567          |                              |
| Kreis Dieburg    | 24. August 1919 | 35.887           | 15.308 | 86                | 15.122          |                              |
| Kreis Erbach     | 24. August 1919 | 0                | 0      | 0                 | 9052            |                              |
| Kreis Groß-Gerau | 1. Februar 1920 | 37.465           | 19.387 | 806               | 18.581          |                              |
| Kreis Heppenheim | 24. August 1919 | 28.162           | 12.550 | 49                | 12.501          |                              |
| Kreis Offenbach  | 1. Februar 1920 | 0                | 49.754 | 1177              | 48.577          |                              |
| Kreis Gießen     | 17. August 1919 | 60.808           | 21.094 | 75                | 21.019          |                              |
| Kreis Alsfeld    | 17. August 1919 | 21.196           | 7084   | 25                | 7059            |                              |
| Kreis Büdingen   | 17. August 1919 | 23.704           | 8544   | 49                | 8495            |                              |
| Kreis Friedberg  | 17. August 1919 | 49.800           | 22.374 | 94                | 22.280          |                              |
| Kreis Lauterbach | 17. August 1919 | 0                | 7343   | 30                | 7313            |                              |
| Kreis Schotten   | 17. August 1919 | 0                | 0      | 0                 | 0               | Es fanden keine Wahlen statt |
| Kreis Mainz      | 1. Februar 1920 | 92.514           | 32.013 | 84                | 31.929          |                              |
| Kreis Alzey      | 1. Februar 1920 | 0                | 0      | 0                 | 0               | Es fanden keine Wahlen statt |
| Kreis Bingen     | 1. Februar 1920 | 25.604           | 0      | 0                 | 0               | Es fanden keine Wahlen statt |
| Kreis Oppenheim  | 1. Februar 1920 | 26.422           | 0      | 0                 | 0               | Es fanden keine Wahlen statt |
| Kreis Worms      | 1. Februar 1920 | 0                | 0      | 0                 | 0               | Es fanden keine Wahlen statt |

Es ergaben sich folgende Ergebnisse der Kreistagswahlen
| Landkreis        | USPD    | USPD  | SPD     | SPD   | DDP     | DDP   | Zentrum | Zentrum | DVP     | DVP    | Hessische Volkspartei | Hessische Volkspartei | Hessischer Bauernbund | Hessischer Bauernbund | Sonstige | Sonstige | Anmerkung |
| ---------------- | ------- | ----- | ------- | ----- | ------- | ----- | ------- | ------- | ------- | ------ | --------------------- | --------------------- | --------------------- | --------------------- | -------- | -------- | --- |
| 0                | Stimmen | Sitze | Stimmen | Sitze | Stimmen | Sitze | Stimmen | Sitze   | Stimmen | Sitze  | Stimmen               | Sitze                 | Stimmen               | Sitze                 | Stimmen  | Sitze    | |
| Kreis Darmstadt  | 0       | 0     | 12.131  | 11    | 4866    | 4     | 1850    | 1       | 15.132  | 15.132 | 15.132                | 14                    | 0                     | 0                     | 0        | 0        | Listenverbindung von DVP und HVP |
| Kreis Bensheim   | 0       | 0     | 5255    | 10    | 1537    | 3     | 4575    | 9       | 942     | 1      | 2258                  | 4                     | 0                     | 0                     | 0        | 0        | |
| Kreis Dieburg    | 1597    | 3     | 4368    | 8     | 1939    | 3     | 3510    | 6       | 3708    | 3708   | 3708                  | 7                     | 0                     | 0                     | 0        | 0        | Listenverbindung von DVP und HVP |
| Kreis Erbach     | 0       | 0     | 3657    | 9     | 1456    | 3     | 632     | 1       | 1097    | 0      | 0                     | 0                     | 0                     | 0                     | 2210     | 8        | Unter „Sonstige“ ist die Landwirtschaftliche Vereinigung für den Kreis Erbach ausgewiesen, die Mandate der DVP sind auch in diesen 8 enthalten |
| Kreis Groß-Gerau | 1984    | 3     | 954     | 10    | 2332    | 3     | 1433    | 2       | 5878    | 5878   | 5878                  | 5878                  | 5878                  | 9                     | 0        | 0        | Listenverbindung von DVP, HVP und Bauernbund                                                                                                   |
| Kreis Heppenheim | 0       | 0     | 4008    | 8     | 1327    | 2     | 5419    | 11      | 1747    | 3      | 0                     | 0                     | 0                     | 0                     | 0        | 0        | |
| Kreis Offenbach  | 7914    | 5     | 18938   | 12    | 4191    | 2     | 10.996  | 7       | 6538    | 6538   | 6538                  | 6538                  | 6538                  | 4                     | 0        | 0        | Listenverbindung von DVP, HVP und Bauernbund                                                                                                   |
| Kreis Gießen     | 2937    | 4     | 5417    | 8     | 1881    | 2     | 0       | 0       | 1714    | 2      | 0                     | 0                     | 9070                  | 14                    | 0        | 0        | |
| Kreis Alsfeld    | 0       | 0     | 1675    | 5     | 6538    | 6538  | 6538    | 6538    | 6538    | 6538   | 6538                  | 6538                  | 6538                  | 6538                  | 6538     | 14       | Listenverbindung aller bürgerlichen Parteien                                                                                                   |
| Kreis Büdingen   | 0       | 0     | 2933    | 7     | 222     | 2     | 0       | 0       | 0       | 0      | 4262                  | 4262                  | 4262                  | 12                    | 1078     | 2        | Listenverbindung von HVP und Bauernbund / Die „Sonstigen“ waren parteilose Bewerber                                                            |
| Kreis Friedberg  | 0       | 0     | 9354    | 13    | 1402    | 2     | 2402    | 3       | 963     | 1      | 8159                  | 8159                  | 8159                  | 11                    | 0        | 0        | |
| Kreis Lauterbach | 0       | 0     | 1316    | 3     | 5997    | 5997  | 5997    | 5997    | 5997    | 5997   | 5997                  | 5997                  | 5997                  | 5997                  | 5997     | 18       | Listenverbindung aller bürgerlichen Parteien                                                                                                   |
| Kreis Mainz      | 4872    | 4     | ./.     | 9     | ./.     | 4     | ./.     | 8       | ./.     | 5      | 0                     | 0                     | 0                     | 0                     | 0        | 0        | Die Listenverbindung aller Parteien bis auf die USPD erhielt 27.057 Stimmen                                                                    |
| Kreis Alzey      | ./.     | 0     | ./.     | 5     | ./.     | 6     | ./.     | 4       | ./.     | 6      | 0                     | 0                     | 0                     | 0                     | 0        | 0        | Vereinigter Wahlvorschlag |
| Kreis Bingen     | ./.     | 0     | ./.     | 5     | ./.     | 4     | ./.     | 9       | ./.     | 3      | 0                     | 0                     | 0                     | 0                     | 0        | 0        | Vereinigter Wahlvorschlag |
| Kreis Oppenheim  | ./.     | 0     | ./.     | 5     | ./.     | 5     | ./.     | 6       | ./.     | 5      | 0                     | 0                     | 0                     | 0                     | 0        | 0        | Vereinigter Wahlvorschlag |
| Kreis Worms      | ./.     | 1     | ./.     | 9     | ./.     | 4     | ./.     | 7       | ./.     | 9      | 0                     | 0                     | 0                     | 0                     | 0        | 0        | Vereinigter Wahlvorschlag |

## Die Wahlen der Stadt- und Gemeindeparlamente
Daneben fanden auch Wahlen der Stadt- und Gemeindeparlamente statt. Die Stadtverordneten- und Gemeinderatswahlen erfolgten an unterschiedlichen Terminen, zuletzt im Juni 1919, im besetzten Gebiet im November 1919. Die Wahl erfolgte im Verhältniswahlrecht auf 3 Jahre. In Gemeinden, in denen nur ein Wahlvorschlag eingereicht wurde, fanden keine Wahlen statt, sondern der Wahlvorschlag galt als gewählt.
| Zahl der Wahlvorschläge | Starkenburg | Oberhessen | Rheinhessen | Staat |
| ----------------------- | ----------- | ---------- | ----------- | ----- |
| 1                       | 208         | 261        | 111         | 580   |
| 2                       | 98          | 140        | 37          | 275   |
| 3                       | 44          | 23         | 20          | 87    |
| 4 und mehr              | 23          | 7          | 11          | 41    |

Bei den Wahlen zum Offenbacher Stadtrat am 1. Juni 1919 erhielt die SPD 16 Sitze, die USPD zwölf, die DDP neun, die Deutsche Zentrumspartei sieben und die Hessische Volkspartei vier Sitze.